# オイエル・オラサバル・パレデス
オイエル・オラサバル・パレデス（Oier Olazábal Paredes、1989年9月14日 - ）は、スペイン・バスク自治州ギプスコア県イルン出身のサッカー選手。FCアンドラ所属。ポジションはゴールキーパー。

## 経歴
バスク自治州のイルンに生まれ、地元のレアル・ウニオンの下部組織で育成される。2007-08シーズンからFCバルセロナBに移籍。2007年夏に行われたトップチームのスコットランド～アジア遠征にも帯同し、北京国安戦とミッション・ヒルズ戦にそれぞれ45分間ずつ出場。ルーベン・マルティネスに入れ替わる形で、Bチームの正GK、およびトップチームの第三GKを務めた。しかし2008年にピントが加入するとトップチームに招集されることはなくなった。
2014年夏、バルセロナがクラウディオ・ブラーボ、マルク＝アンドレ・テア・シュテーゲンを獲得しさらにバルセロナBからジョルディ・マシップが昇格したこともあって、グラナダCFへ移籍した。
2017-18シーズンはレバンテにレンタル移籍した。2018年6月14日、レバンテに完全移籍することが発表された。
2020年1月31日、RCDエスパニョールと2年半契約（1年延長オプション）を結んだ。

## タイトル

### クラブ
FCバルセロナ
- リーガ・エスパニョーラ 2008-09, 2009-10, 2010-11, 2012-13
- コパ・デル・レイ 2008-09, 2011-12
- スーペルコパ・デ・エスパーニャ 2009, 2010, 2011, 2013
- UEFAチャンピオンズリーグ 2008-09, 2010-11
- UEFAスーパーカップ 2009, 2011
- FIFAクラブワールドカップ 2009, 2011